# Église Saint-Léger de Lucerne

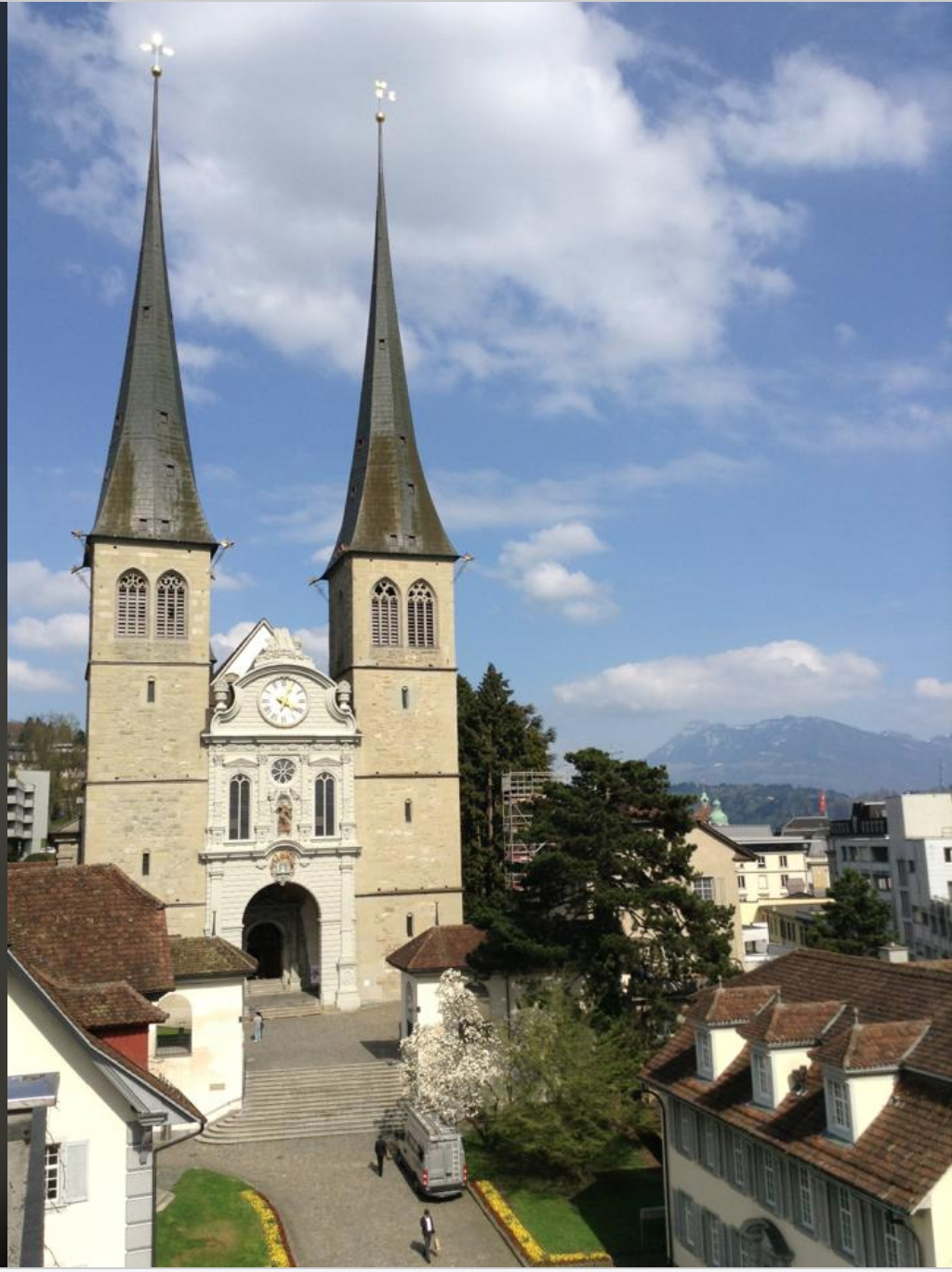
Vue de face de l'Église Saint-Léger de Lucerne

Pour les articles homonymes, voir Église Saint-Léger.
L'église Saint-Léger de Lucerne, de son nom complet église collégiale et paroissiale Saint-Léger de Lucerne appelée en allemand St. Leodegar im Hof, est la plus importante église de la ville suisse de Lucerne.

## Histoire
Dès le VIIIe siècle une abbaye consacrée à saint Maurice se dresse sur le lieu actuellement occupé par l'église Saint-Léger. Cette première église, don de Pépin le Bref, était alors connue sous le nom latin de « Monasterium Luciaria ». À la suite d'une crise interne en 800, le monastère est alors repris en 850 et devient bénédictin. Au XIIe siècle, l'abbaye passe sous la juridiction de celle de abbaye de Murbach, dont le patron était saint Léger.
Lors de l'instauration de la Réforme protestante, Lucerne devient la ville principale des cantons restés fidèles à la doctrine catholique. Le nonce apostolique, résident à Lucerne, utilise alors cette église comme cathédrale pendant un temps.
Le bâtiment est détruit par un incendie et reconstruit, en 1874, sous la forme de l'église actuelle de Saint-Léger (entretemps devenu le saint patron de la ville de Lucerne). Elle devient alors à la fois l'église paroissiale et collégiale de la ville, comme elle l'est encore de nos jours. Le bâtiment est inscrit comme bien culturel d'importance nationale.